# ТЭ2
ТЭ2 (тепловоз с электрической передачей, 2-я модель, прозвища — Бычок, Люська, Монголка, Фердинанд) — советский восьмиосный двухсекционный (тип 2(20—20)) грузопассажирский тепловоз мощностью 2×1000 л.с., выпускавшийся с 1948 по 1955 гг. на Харьковском заводе транспортного машиностроения при участии Харьковского электротехнического завода (ХЭТЗ). По многим агрегатам унифицирован с выпускавшимся ранее тепловозом ТЭ1, но скомпонован принципиально по-иному. Является первым советским крупносерийным тепловозом (выпущено более тысячи секций) и первым серийным двухсекционным локомотивом с двумя кабинами без площадок в вагонных кузовах на несущих рамах, опирающихся на идентичные тележки — компоновка, унаследованная последующими поколениями советских магистральных локомотивов.
За создание конструкции и организацию серийного выпуска ТЭ2 в 1952 году Сталинской премии удостоены:
- Кирнарский, Александр Александрович, руководитель проекта, гл. конструктор
- Артизанов, Евгений Андреевич, нач. КБ
- Хрычиков, Александр Михайлович, ведущий инженер
- Севенко, Павел Пантелеймонович, нач. корпуса ХЗТМ
- Махонин, Сергей Нестерович, зам. министра транспортного машиностроения СССР
- Иванов, Василий Иванович, ст. мастер Харьковского завода тепловозного электрооборудования
- Якобсон, Пётр Васильевич, гл. инженер отдела МПС СССР.

## Проектирование

### Проект Т17
ТЭ2 создавали на базе агрегатов ТЭ1, но его проектирование началось на Коломенском заводе ещё в конце 1930-х годов. В 1938 году инженеры П. В. Якобсон и М. М. Козловский представили эскиз шестиосного тепловоза (осевая формула 30−30) мощностью 1600 л.с. и в конструкции которого был учтён весь накопившийся к тому времени опыт постройки и эксплуатации всех советских тепловозов. На основе этого проекта завод разработал несколько эскизных проектов тепловозов, в которых рассматривались такие важные вопросы, как выбор типа дизеля, его размещение на раме и общая компоновка локомотива. Так как проектируемые тепловозы должны были заменить паровозы СОк и при этом повысить скорости и вес поездов, то их силовые установки должны были иметь выходную мощность не ниже 2000 л. с. Но дизельные двигатели такой мощности и с подходящими для использования на тепловозах параметрами в то время не существовало, а их разработка потребовала бы значительного времени, это существенно отодвинуло бы сроки постройки тепловозов. Тогда конструкторы решили применить на тепловозе несколько двигателей 38КФ8 мощностью 600 л. с. при 600 об/мин, серийно выпускавшихся Коломенским заводом, а также модификацию данного двигателя с турбонаддувом — 38КФН8 мощностью 1000 л. с. при 600 об/мин. В результате появились два проекта тепловозов мощностью 2000 л. с.: односекционный Т16 типа 1-30—30-1 (две четырёхосные тележки с крайними поддерживающими осями, либо две трёхосные тележки с бегунками) и двухсекционный Т17 типа (1-10—20)+(20—10-1). В результате подробного рассмотрения обоих вариантов, был отклонён проект Т16, так как выявилась его сложность и затруднённое обслуживание. Поэтому конструкторы сосредоточились на проекте тепловоза Т17.
Тепловоз проекта Т17 состоял из двух четырёхосных секций, каждая из которых опиралась на две двухосные тележки. Движущими осями являлись три оси каждой секции, а крайние оси (со стороны кабины машиниста) являлись поддерживающими. На каждой секции планировалась установка одного дизеля 38КФН8. Это был четырёхтактный бескомпрессорный восьмицилиндровый дизельный двигатель с предкамерным распылением топлива и турбонаддувом по системе Альфреда Бюхи. Диаметр его цилиндров составлял 300 мм при ходе поршня 380 мм. Передача — постоянного тока с регулированием по схеме Варда Леонардо, состоящая на каждой секции из тягового генератора, возбудителя и трёх тяговых электродвигателей, аналогичная применяемым на других тепловозах (например, серийных Ээл). Дизель с тяговым генератором соединялся с помощью упругой муфты.
Тепловоз проекта Т17 был довольно прост в изготовлении, и, что весьма существенно, на базе его конструкции можно было создать трёхсекционный тепловоз мощностью уже 3000 л. с., что позволило бы заменять им паровозы ФД20. Однако, из-за начавшихся вскоре военных событий, этот тепловоз не был построен.

## Постройка и конструкция тепловоза

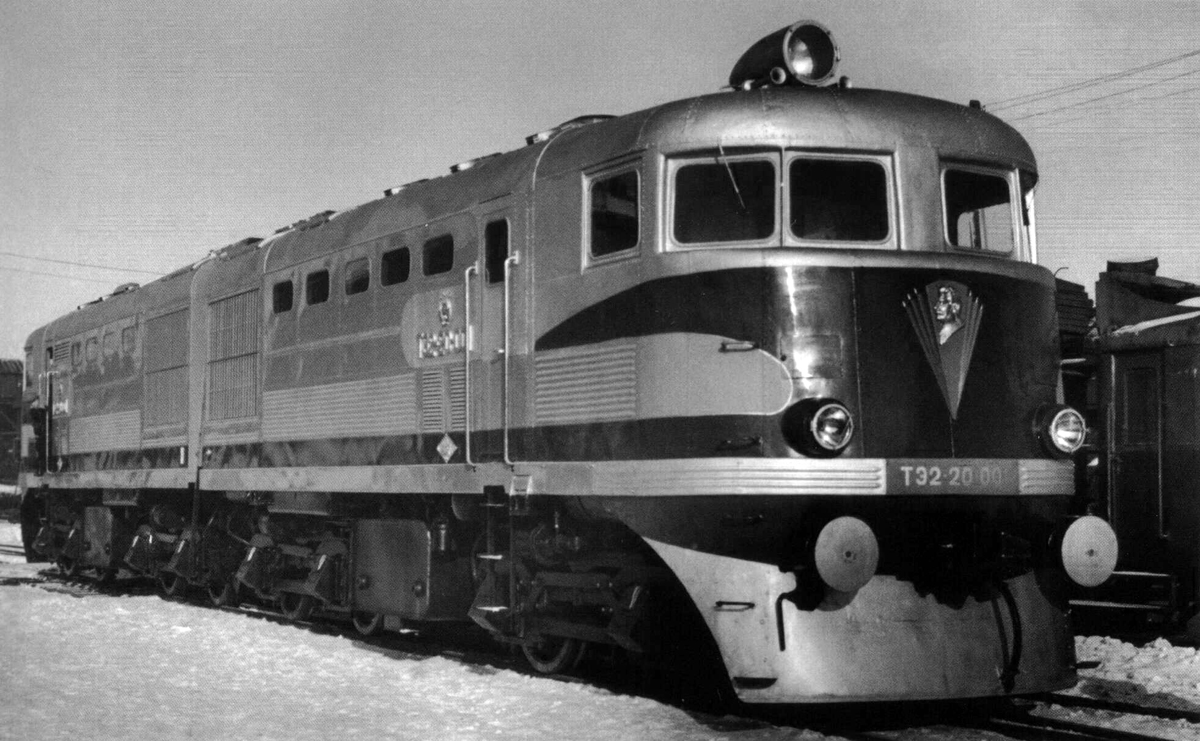
Первый тепловоз ТЭ2-20-001 на заводе

### Выпуск. Отличия от ТЭ1
В декабре 1948 года Харьковский завод транспортного машиностроения построил первый сочленённый тепловоз ТЭ2. Каждая секция локомотива была оборудована дизель-генераторной установкой (дизель Д50 и генератор МПТ-84/39) и опиралась на две двухосные тележки.
Тепловоз ТЭ2, имея мощность в 2 раза бо́льшую, чем тепловоз ТЭ1, был на 74 тонны легче и на 9,9 метра короче двух сцепленных тепловозов ТЭ1, отличаясь компоновкой (вагонная с несущей рамой вместо капотной), конструкцией экипажной части, наличием групп из двух постоянно соединённых последовательно тяговых электродвигателей, усовершенствованными силовыми цепями и управлением вспомогательным оборудованием, более мощным, но менее габаритным холодильником. Тепловозы серии ТЭ2 имели силу тяги длительного режима 22 тс при скорости длительного режима 17 км/ч.
На основе конструкции ТЭ2 завод имени Малышева построил небольшую серию тепловозов-электростанций ТЭ6 и выпустил в 1952 году экспериментальный газогенераторный угольный тепловоз ТЭ4, содержащий газогенераторную третью секцию и имевший газодизели Д55.
С июля 1950 года выпуск серии ТЭ1 был полностью свернут. Начался выпуск ТЭ2, продолжавшийся до 1955 года. Всего было построено 528 тепловозов ТЭ2.

### Расположение оборудования
Кузов каждой секции тепловоза в планировке разделён на кабину машиниста, камеру электрических аппаратов (аппаратную камеру) за кабиной и машинное (дизельное) отделение, занимающее все остальное пространство кузова. В задней части машинного отделения можно отдельно выделить камеру охлаждения дизеля (холодильную камеру или холодильник). Вход в тепловоз осуществляется через две боковые двери (правую и левую), ведущие в машинное отделение. Переход из секции в секцию осуществляется через торцевую дверь в задней стенке секции.
Кабина машиниста имеет 4 лобовых глухих окна в передней стенке и два раздвижных боковых окна в боковых стенках. Под правыми лобовыми окнами расположен пульт управления тепловозом. В левой части пульта находится контроллер машиниста, имеющий главную и реверсивную рукоятки. Перед контроллером находится тормозной кран машиниста. В центре пульта находится наклонная панель измерительных приборов. В её левой части, сверху вниз, расположены: электроманометры "Масло секции 2" и "Масло секции 1", манометр "Давление воздуха контакторов", аэротермометр "Вода секции 1". В центре панели находятся амперметры аккумуляторной батареи и главного генератора, а под ними - двустрелочный манометр главных резервуаров и тормозной магистрали. В правой части панели, сверху вниз, расположены: электротермометр "Вода секции 2", манометр "Давление топлива", манометр тормозных цилиндров, аэротермометр "Масло до холодильника". Справа от панели измерительных приборов находится скоростемер. Под панелью измерительных приборов расположен кнопочный выключатель (блок из 12 кнопок) управления тепловозом. Слева направо на нём расположены кнопки: "Управление машинами", "Освещение приборов", "Пуск двигателя второй секции" (с самовозвратом), "Топливный насос второй секции", свободная кнопка, "Электротермометр и электроманометр", "Прожектор яркий", "Прожектор тусклый", "Освещение кабины", "Управление общее", "Топливный насос", "Пуск двигателя" (с самовозвратом). Под блоком кнопок находится блок предохранителей низковольтных цепей тепловоза. Справа от пульта управления находится кран вспомогательного тормоза. В центре передней стенке кабины, ниже уровня лобовых окон, находится штурвал ручного тормоза тепловоза. Между правым лобовым и правым боковым окнами находятся (сверху вниз) 4 переключателя: "Вентилятор холодильника", "Жалюзи правые", "Жалюзи верхние", "Жалюзи нижние", а под ними - выключатель реле перехода.
У левой боковой стенки кабины находится кресло помощника машиниста, у правой - кресло машиниста. В задней стенке кабины справа и слева находятся две двери, ведущие в машинное отделение. В центре задней стенки находится дверь в аппаратную камеру.

Интерьер тепловоза ТЭ2
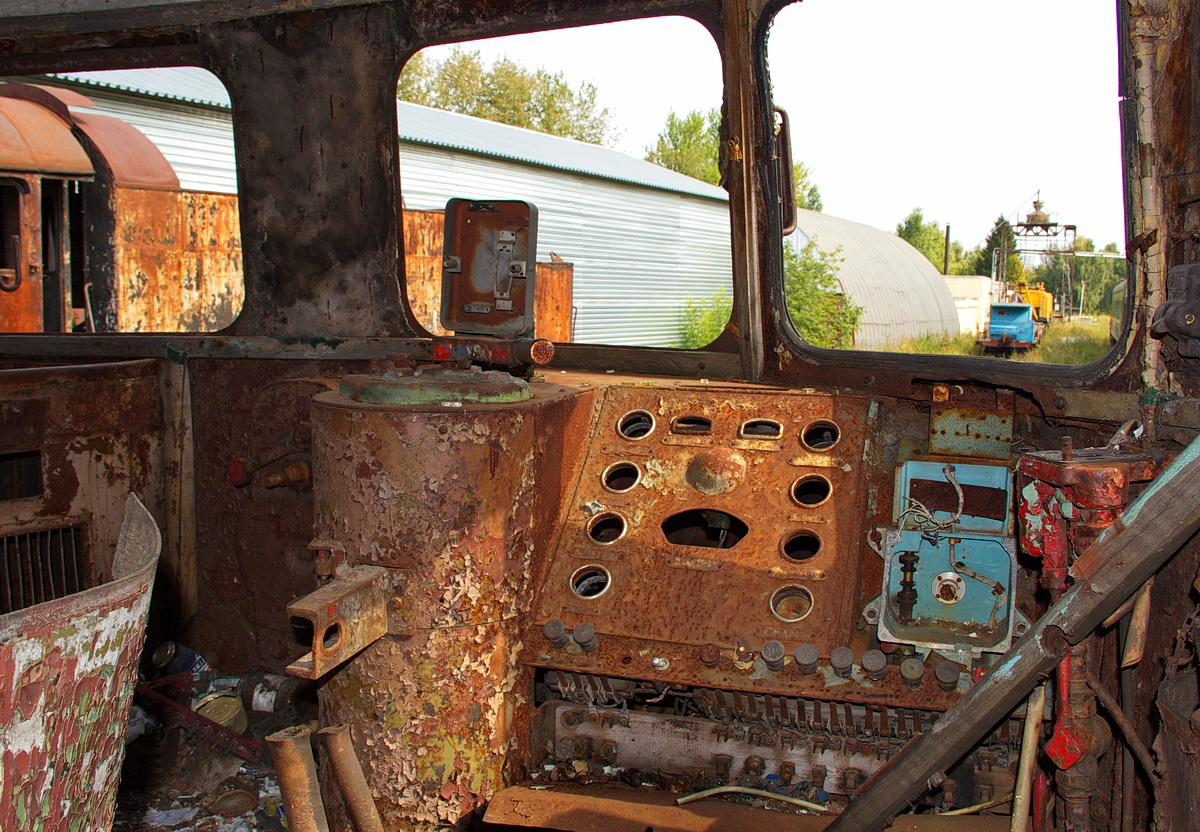
Кабина машиниста
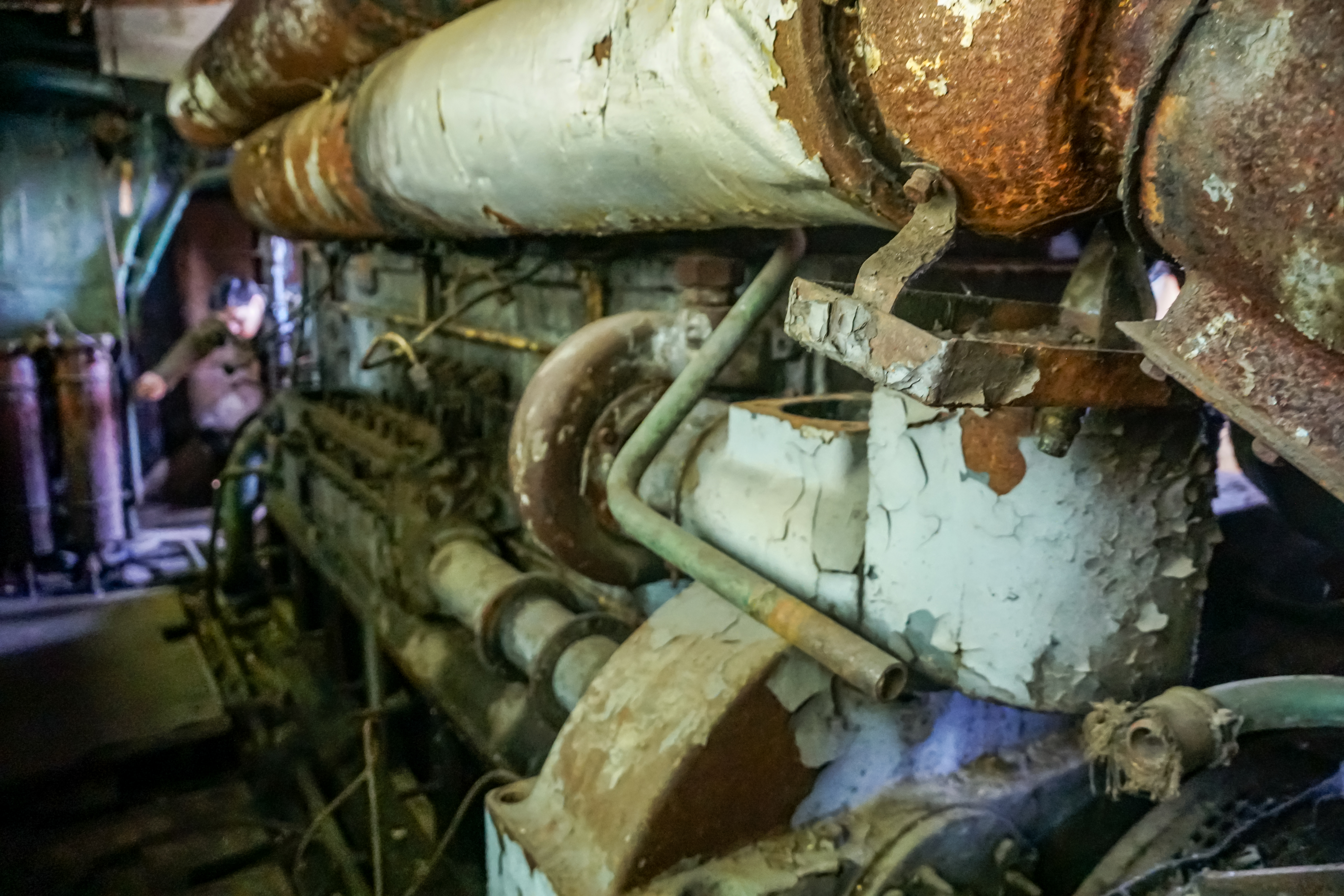
Дизельный двигатель
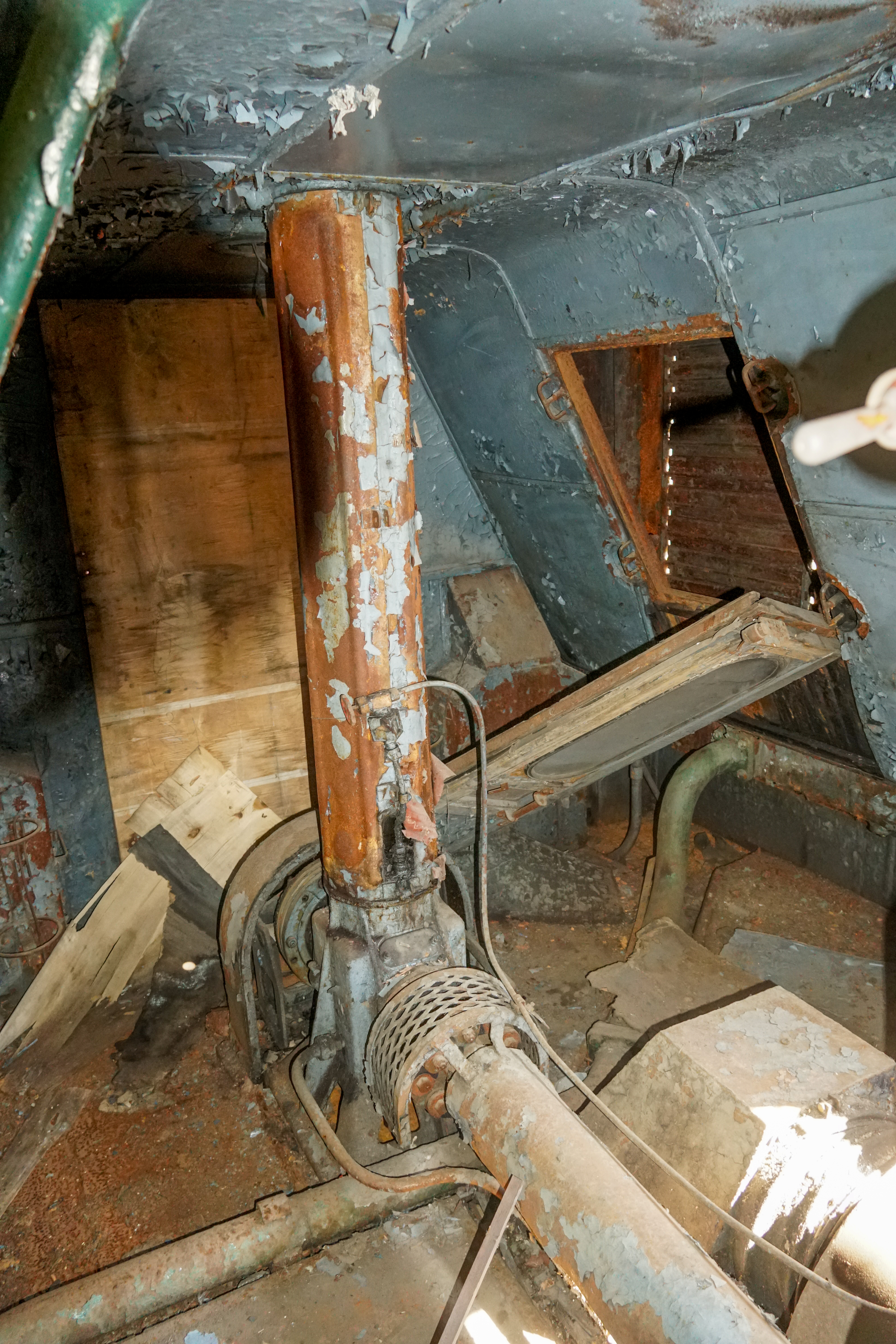
Привод вентилятора холодильника

### Дизель
На тепловозе был установлен шестицилиндровый четырехтактный дизель типа Д50 с вертикальным расположением цилиндров с бескомпрессорным распылением топлива и турбонаддувом по системе инженера Бюхи. Дизель Д50 — советский вариант американского дизеля 539T фирмы ALCO —  уже применялся на тепловозах серии ТЭ1. Мощность дизеля — 1000 л.с. (при частоте вращения вала 740 об/мин); диаметр цилиндров — 318 мм; ход поршней — 330 мм; общий рабочий объём цилиндров — 157,2 л.

### Масляная система дизеля
Масляная система тепловоза обеспечивает: смазку и охлаждение трущихся частей дизеля маслом (подшипников коленчатых валов, поршней, поршневых пальцев и т.д.), очистку масла, а также воздушное охлаждение масла. Объём масла в системе – 400 литров.
Для обеспечения циркуляции масла в масляной системе предусмотрен шестеренчатый масляный насос с внешним зацеплением. Он работает постоянно при работающем дизеле. Масляный насос приводится во вращение от нижнего коленчатого вала дизеля и установлен на стороне дизеля, противоположной генератору. При частоте вращения вала насоса 1680 об/мин насос производительностью 18 м3/час создаёт давление масла 5 атмосфер.
Масляный насос засасывает масло из картера дизеля, где находится основной объём масла. При этом масло через масляный насос поступает по трубопроводу в холодильник — в верхнюю часть масляного радиатора, состоящего из масляных секций. Каждая масляная секция представляет собой 80 плоских латунных трубок, объединённых 366 латунными пластинами. Проходя через обдуваемые воздухом 6 секций масляного радиатора, масло охлаждается. Охлаждённое масло из нижней части масляных секций проходит через два пластинчатых щелевых фильтра грубой очистки масла обратно в дизель, в его масляный коллектор. Масляный радиатор расположен с левой стороны холодильной камеры тепловоза, фильтры грубой очистки масла – в корпусе привода масляного насоса, а масляный коллектор – с левой стороны внутри рамы дизеля. Для отключения масляного радиатора (например, для ремонта) на трубопроводах к радиатору установлены два вентиля, нормально открытые.
Внутри дизеля масло из масляного коллектора поступает:
- к коренным (опорным) подшипникам коленчатого вала, далее по каналам коленчатого вала к шатунным подшипникам, затем к поршневым пальцам и поршням;

- к подшипникам и шестерням распределительного вала, рычагам клапанов и топливных насосов;

- к подшипникам турбокомпрессора (турбовоздуходувки);

- к шестерням привода масляного насоса и редуктора вентилятора холодильника.

Пройдя через эти узлы и нагревшись, масло сливается в картер дизеля.
В отличие от последующих тепловозов серии ТЭ3 и большинства современных отечественных тепловозов, на тепловозах ТЭ2 отсутствовала система предварительной прокачки дизеля маслом перед запуском от отдельного маслопрокачивающего насоса с электроприводом.
При сильном охлаждении масла его вязкость повышается, поэтому оно будет медленнее проходить через секции масляного радиатора. Давление масла перед радиатором возрастёт. Аналогичная ситуация возникнет при отключении радиатора вентилем либо при засорении радиатора. Для защиты от недопустимого повышения давления масла перед радиатора параллельно радиатору установлен байпасный (перепускной) клапан. При разнице давлений масла до и после радиатора около 1 атм клапан открывается, пропуская масло в обход секций радиатора, что снижает давление масла перед секциями. Для защиты от недопустимого повышения давления масла после масляного насоса (например, при холодном масле) параллельно масляному насосу установлен разгрузочный клапан. При давлении масла за насосом более 5.3 атм клапан открывается, пропуская масло обратно на вход насоса. Для защиты от повышения давления масла перед фильтром грубой очистки более 2.5 атм используются регулирующий и разгрузочный клапаны. При давлении масла перед фильтром грубой очистки более 2.5 атм регулирующий клапан открывается, сливая избыток масла перед фильтром в картер дизеля. Одновременно открывается разгрузочный клапан, пропуская часть масла перед фильтром также в картер, но через два сетчатонабивных фильтра тонкой очистки масла.
Для информирования машиниста о давлении масла в масляном коллекторе дизеля в кабине машиниста установлен манометр, подключённый к масляному коллектору. Для информирования о давлении масла в масляном коллекторе другой секции в кабине машиниста находится электроманометр — гальванометр, проградуированный в атмосферах. Он связан проводами с датчиком давления масла — угольным реостатом, установленным на другой секции на масляном коллекторе. Цепи электроманометра питаются напряжением 26 В от аккумуляторной батареи. Для информирования о температуре горячего масла (на выходе из дизеля) в кабине машиниста установлен аэротермометр. Он связан трубкой с датчиком температуры масла, установленным на этой же секции на трубопроводе после масляного насоса. Принцип действия аэротермометра основан на измерении давления насыщенных паров низкокипящей жидкости в зависимости от температуры нагрева датчика температуры. Для информирования о температуре охлаждённого масла в холодильной камере установлен второй аэротермометр. Его датчик находится на трубопроводе после масляного радиатора.
Контроль за давлением масла со стороны системы управления дизелем осуществляется с помощью реле давления масла типа РДМ-1А-1, контролирующего давление масла в масляном коллекторе дизеля. Реле находится на дизеле со стороны, противоположной генератору. Реле давления масла (обозначение по схеме – 117) исключает недопустимое снижение давления масла при работающем дизеле. При понижении давления масла ниже 1.6 атм это реле срабатывает, обесточивая блок-магнит 104 регулятора частоты вращения дизеля, что приводит к прекращению подачи топлива в дизель, а значит, к остановке дизеля.

### Электрооборудование
Как и все предыдущие отечественные тепловозы этого периода, ТЭ2 имел электрическую передачу постоянного тока. Дизель каждой секции вращал вал тягового генератора типа МПТ-84/39, вырабатывавшего постоянный ток для питания четырёх тяговых электродвигателей данной секции типа ДК-304Б. Аналогичные генератор и тяговые двигатели применялись на тепловозах серии ТЭ1. 

## Эксплуатация тепловоза
Большинство тепловозов серии ТЭ2 первых годов выпуска поступило для работы на дороги Средней Азии. Затем тепловозы поступили и на многие другие дороги, в частности, на Рязано-Уральскую (с 1953 года — Приволжская). Первоначально тепловозы поступали в депо Верхний Баскунчак и использовались для работы с грузовыми поездами. Затем, после замены их в грузовом движении более мощными тепловозами ТЭ3, использовались в вывозном движении.
Также тепловозы ТЭ2 эксплуатировались на Омской, Дальневосточной, Донецкой, Забайкальской, Закавказской, Западно-Сибирской, Львовской, Московско-Окружной, Октябрьской, Томской, Северо-Кавказской железных дорогах. В 1956 году часть тепловозов серии ТЭ2 была направлена для работы на Монгольскую железную дорогу. Наибольшее количество тепловозов серии ТЭ2 было исключено из парка железных дорог СССР в период 1978—1987 годов.

## Оставшиеся в эксплуатации тепловозы
В Монголии тепловоз ТЭ2-418, построенный в январе 1955 года и поступивший на Улан-Баторскую железную дорогу в середине 1956 года, стоял на базе запаса ТЧ-2 Улан-Батор, сейчас работает — по праздникам продолжает символически водить составы. 6 июня 2014 года данный тепловоз участвовал на станции Улан-Батор-I в праздновании 65-летия основания Улан-Баторской железной дороги.
В России тепловоз ТЭ2-071 1951 года постройки работает в локомотивном депо станции Уссурийск на манёврах (секция Б).

## Галерея

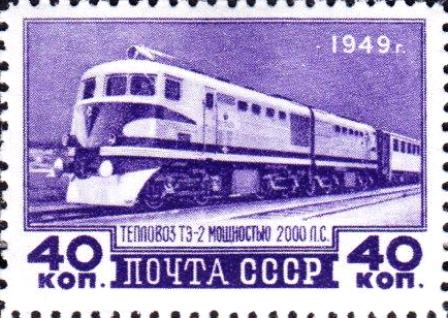
ТЭ2 на марке СССР
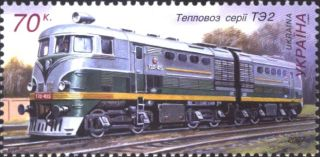
ТЭ2 на марке Украины
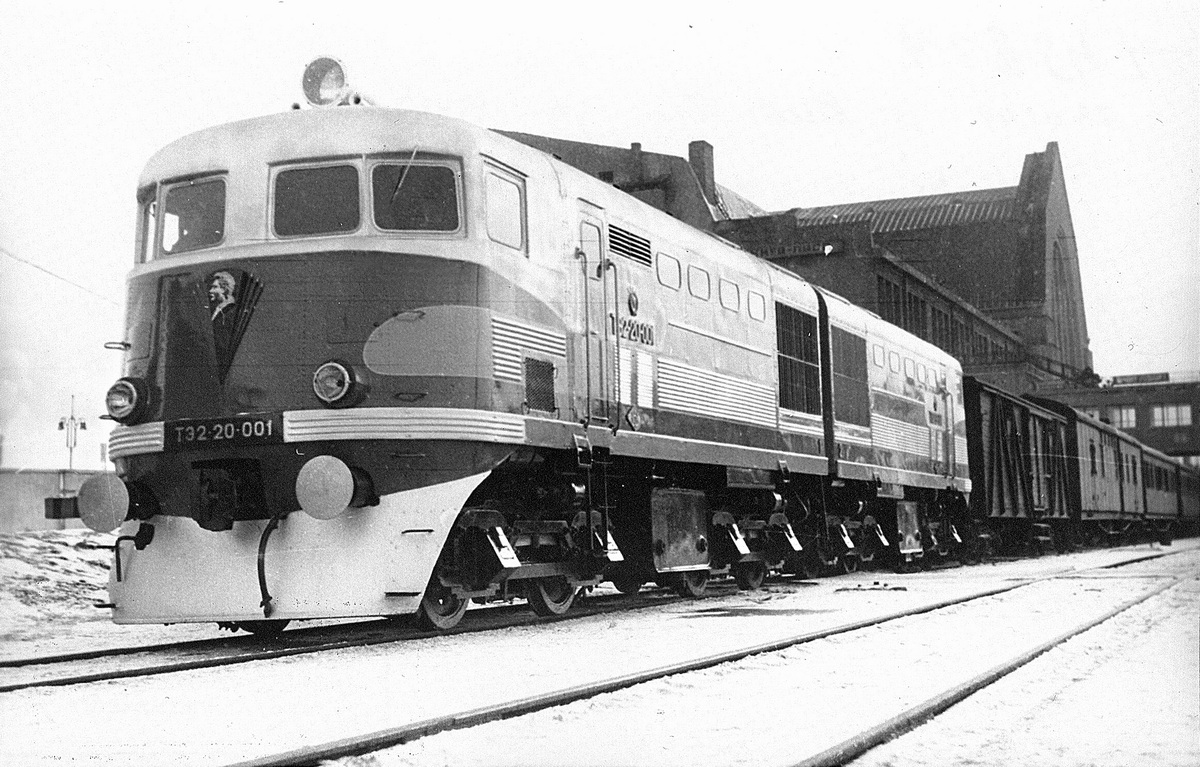
ТЭ2-001
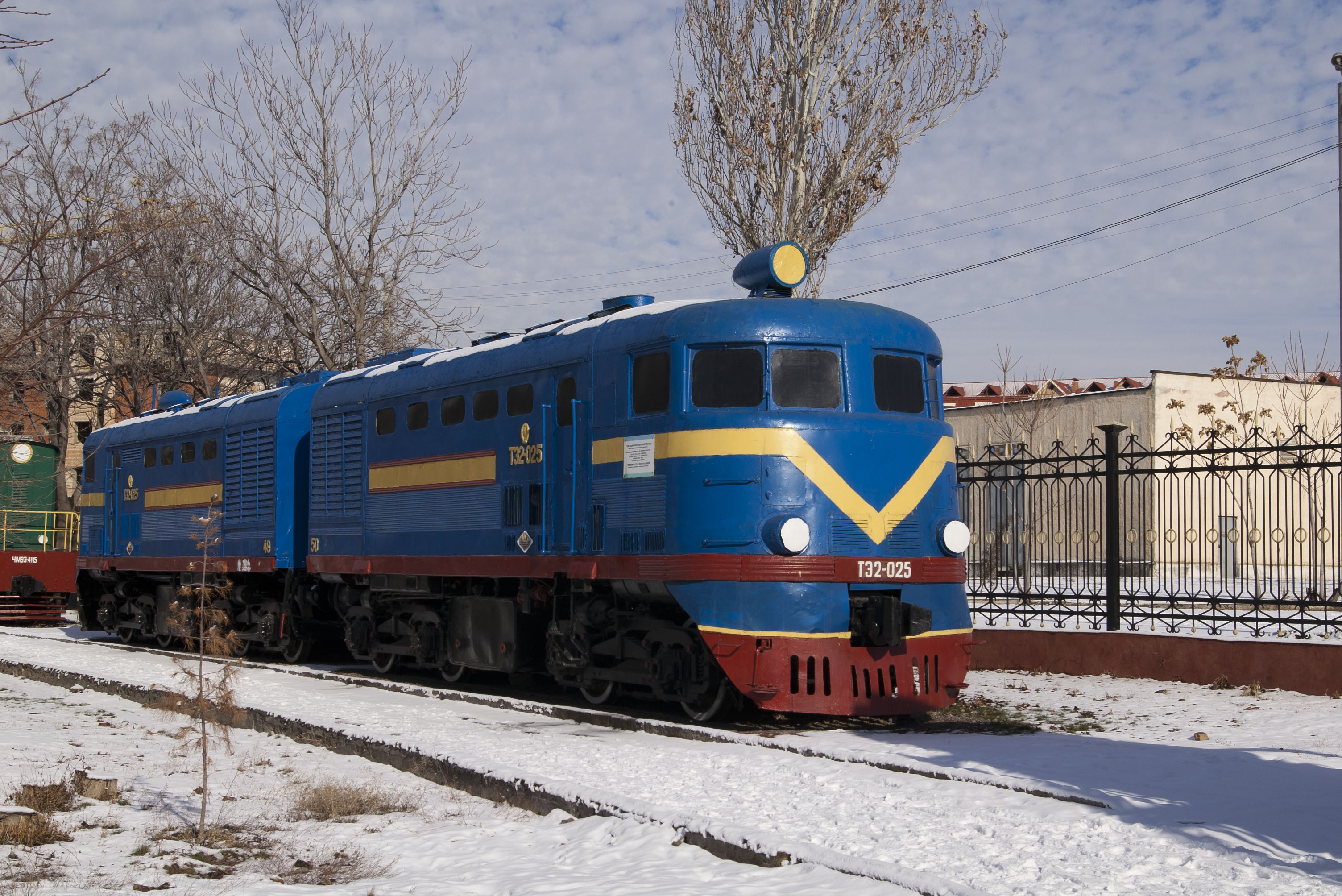
ТЭ2-025, Ташкентский музей железнодорожной техники
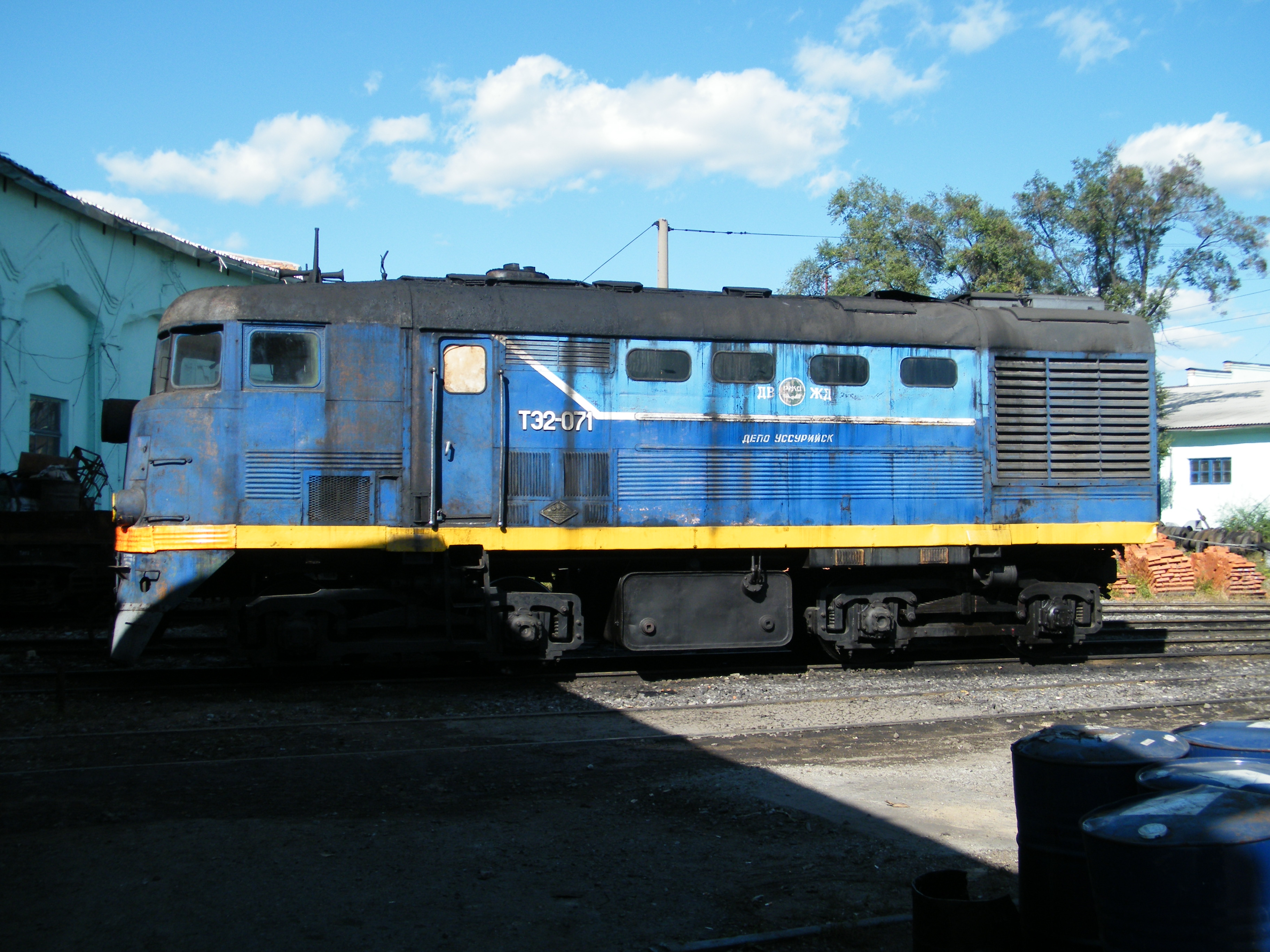
ТЭ2-071, Уссурийск, сентябрь 2011 года
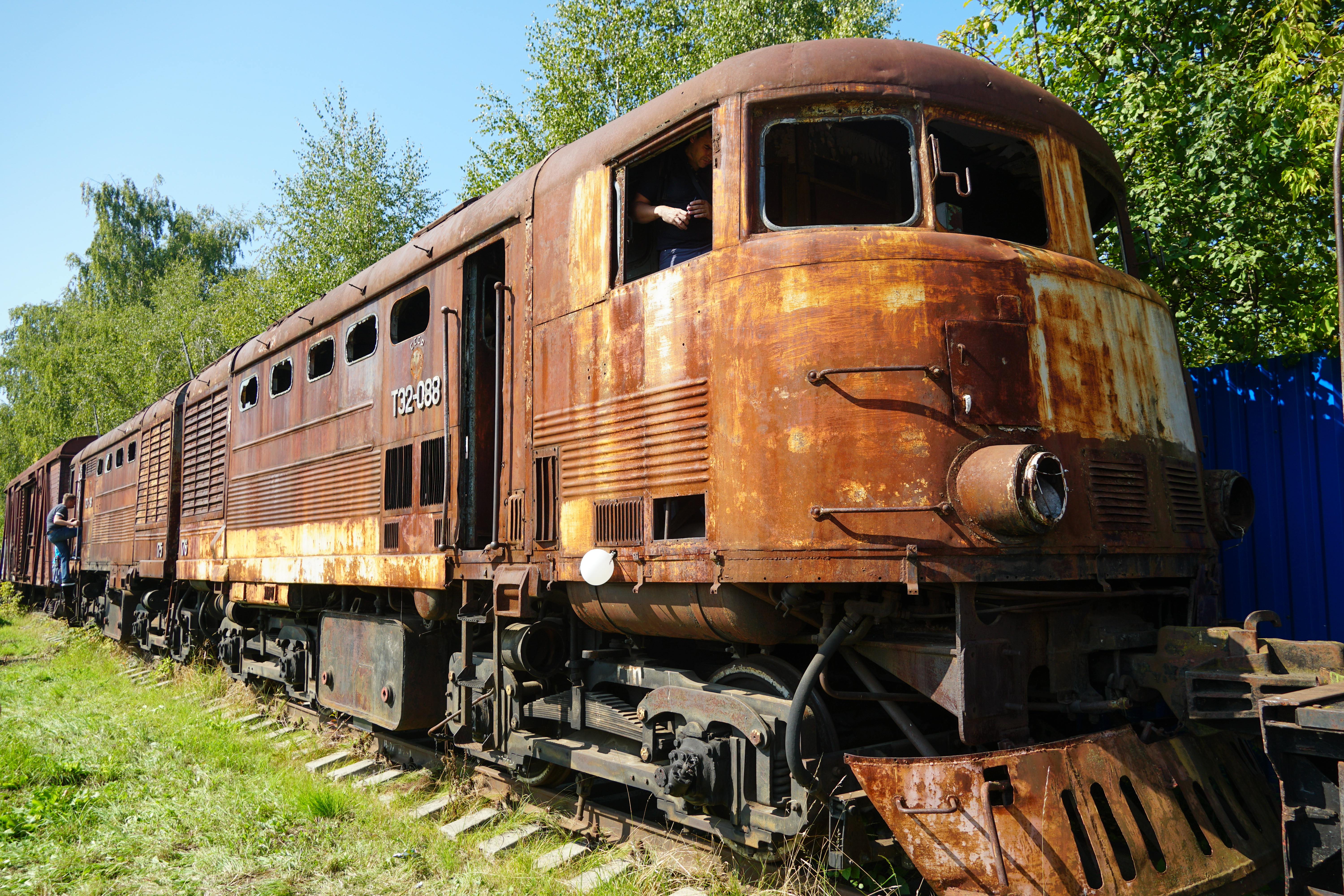
ТЭ2-088
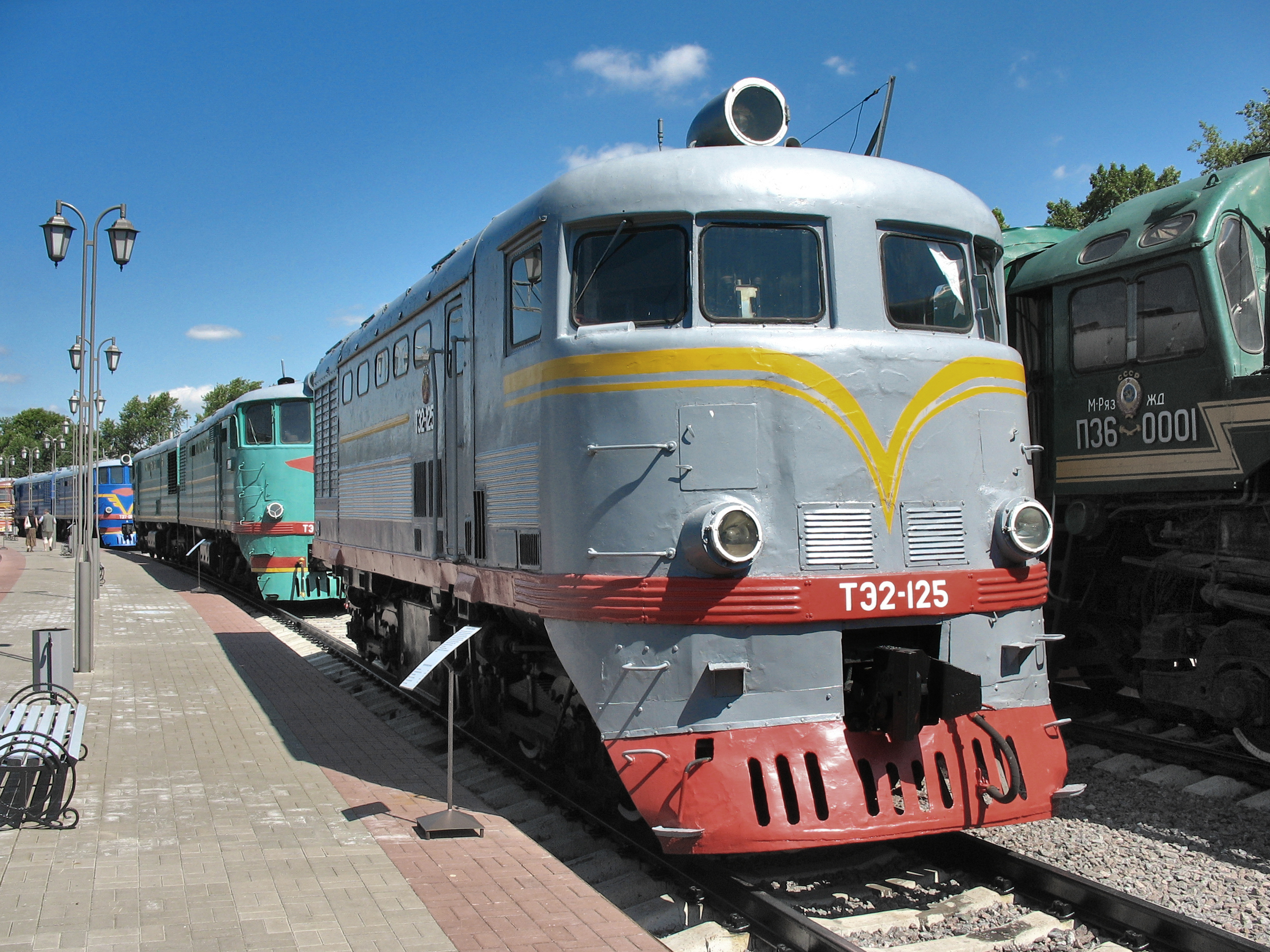
ТЭ2-125, Московский МЖТ на Рижском возкале
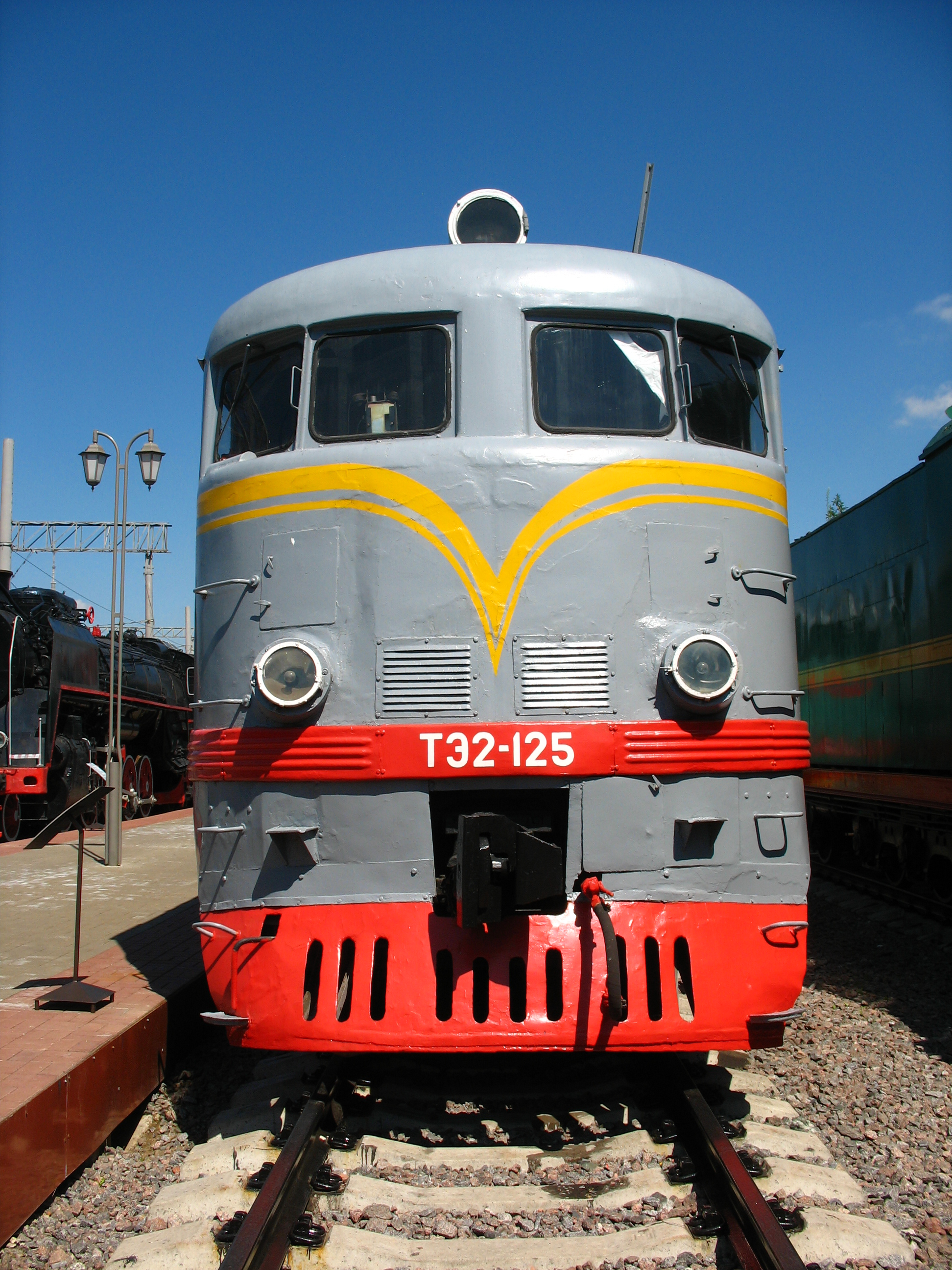
ТЭ2-125, Московский МЖТ на Рижском возкале
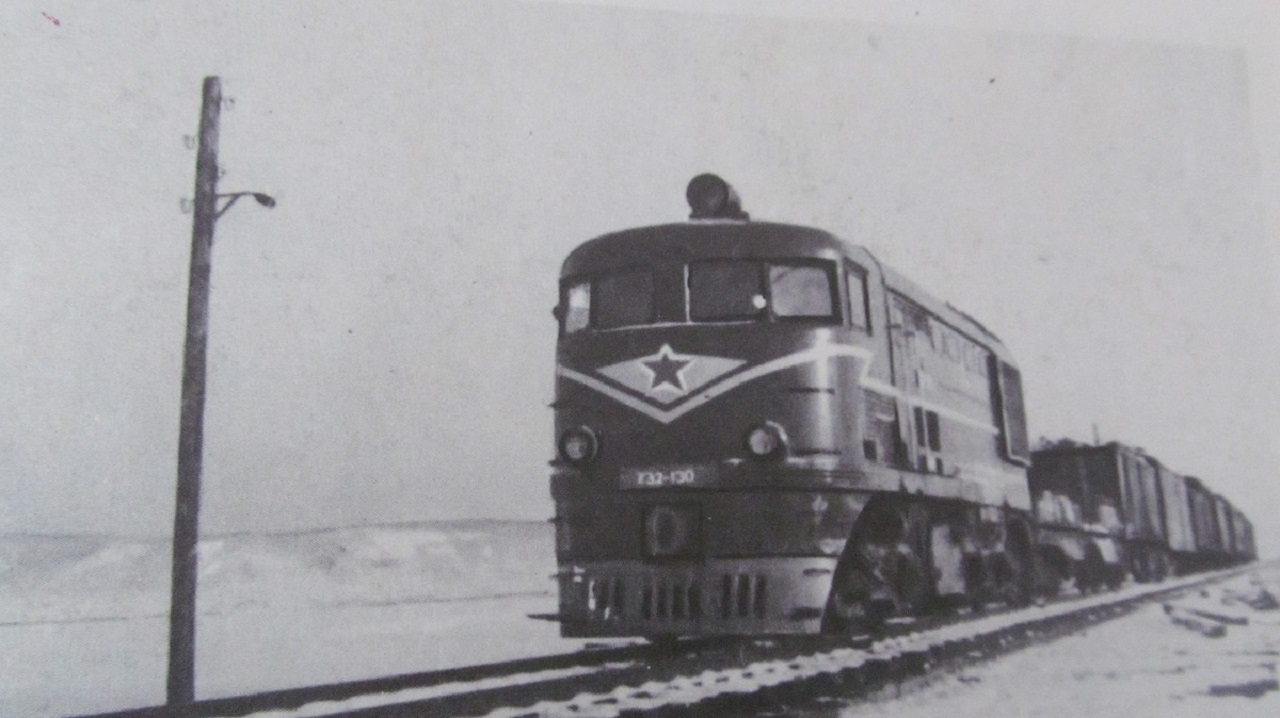
ТЭ2-130, СССР, Хабаровский край, Комсомольск на Амуре
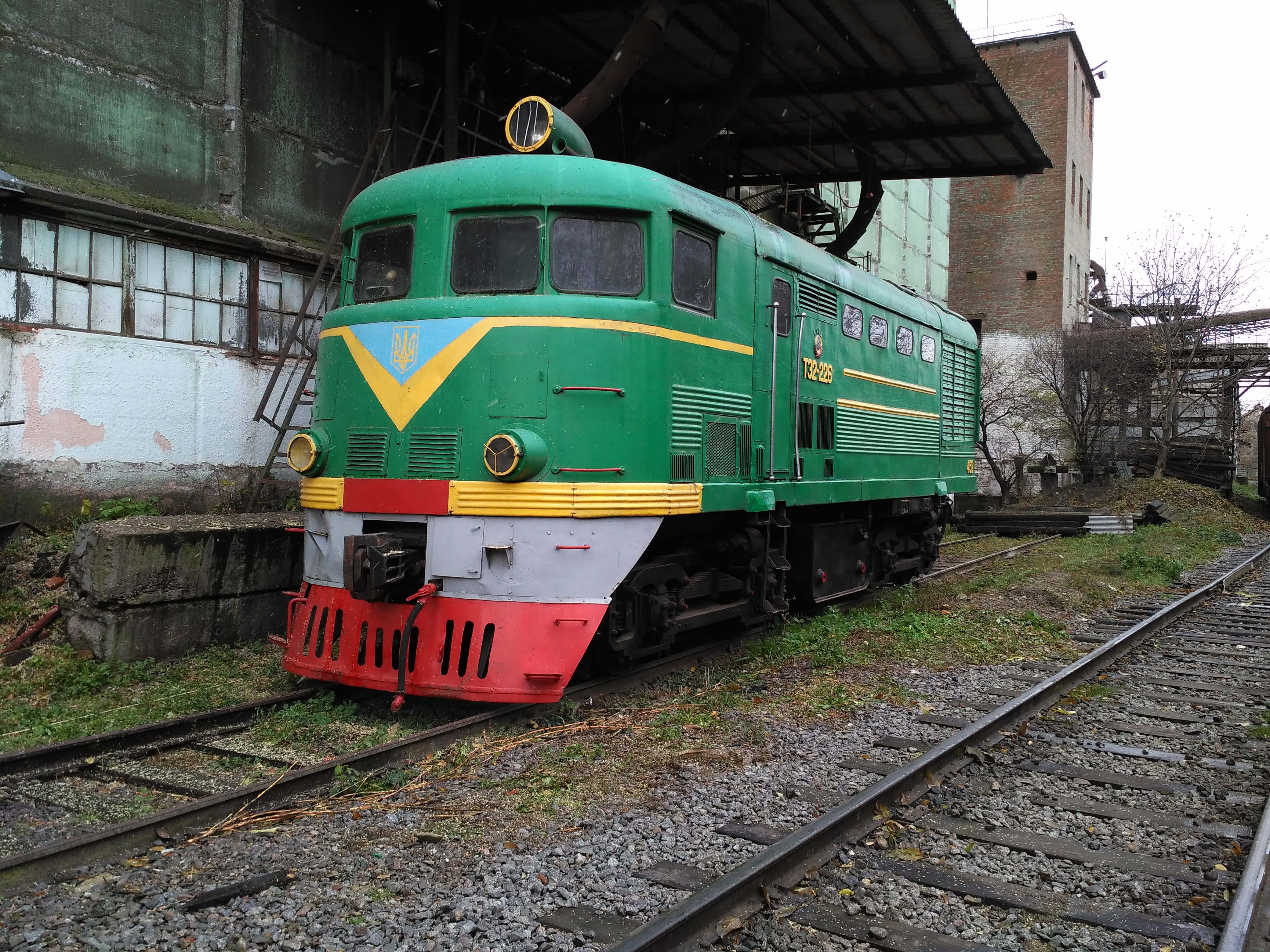
Секция ТЭ2-226 на Тернопольском ТХП.
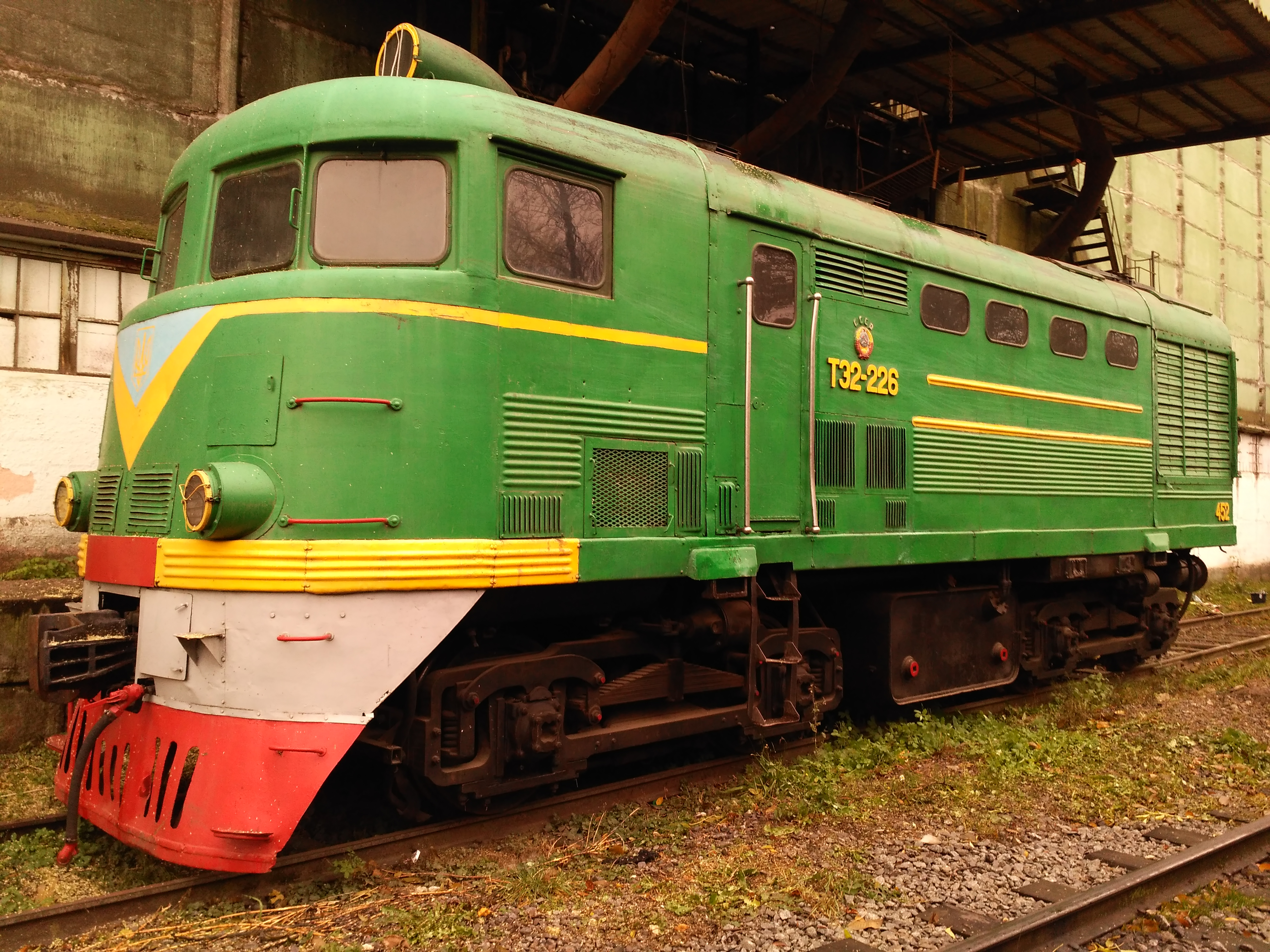
Секция ТЭ2-226 на Тернопольском ТХП.
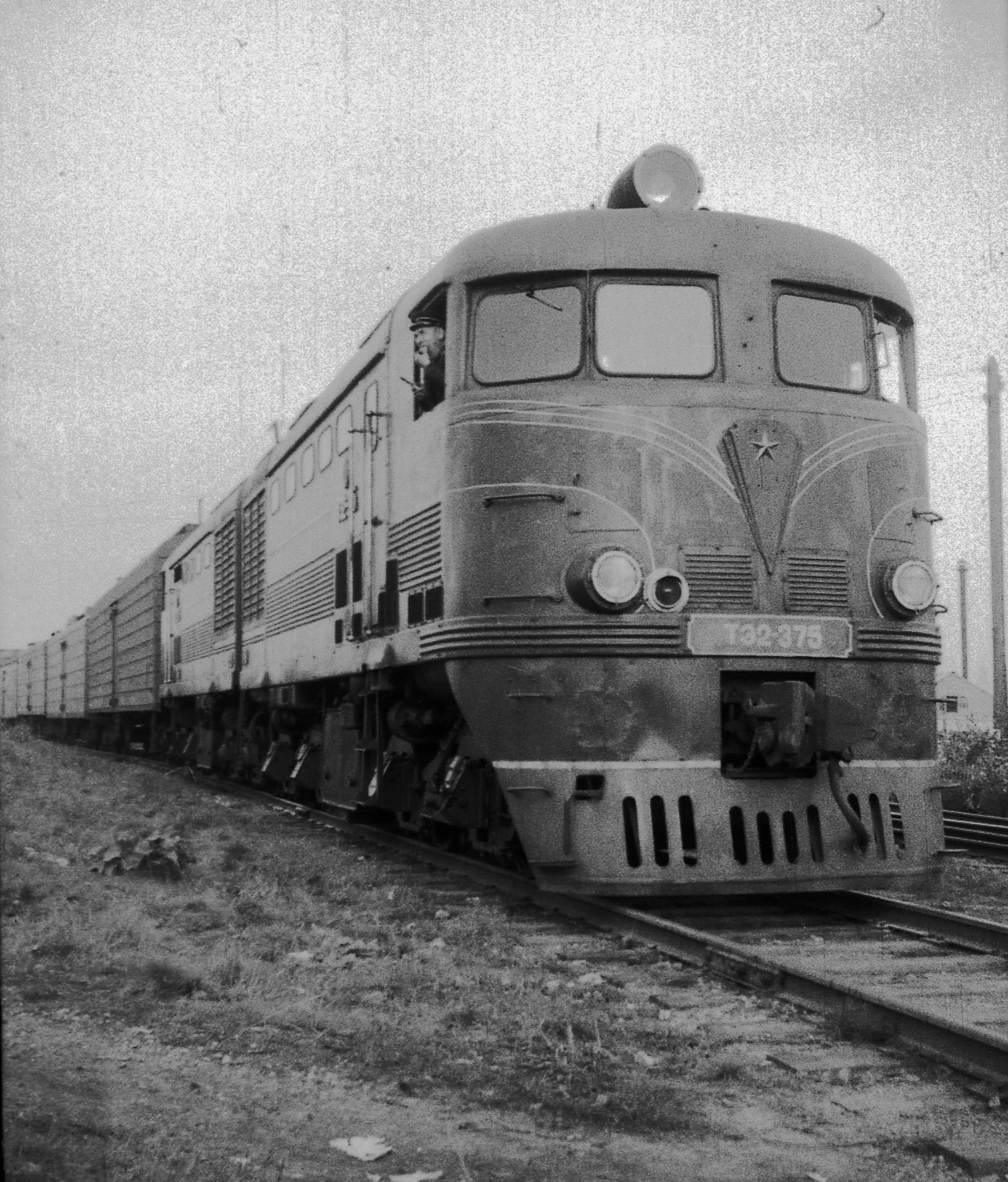
ТЭ2-375
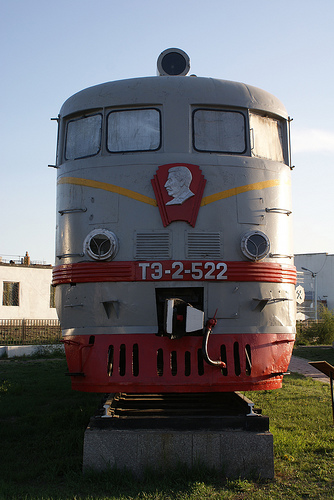
ТЭ2-522 в Улан-Баторе